# Jane Adams
Jane Adams, född 1 april 1965 i Washington, är en amerikansk skådespelare.
Adams har bland annat medverkat i TV-serierna Messiah från 2020 och The Idol från 2023. Hon har även medverkat i filmen Poltergeist från 2015.

## Filmografi i urval
- 1998 – Happiness
- 2004 – Eternal Sunshine of the Spotless Mind
- 2015 – Poltergeist
- 2020 – Messiah (TV-serie)
- 2023 – The Idol